# Club Atlético San Lorenzo (Mar del Plata)
El Club Atlético San Lorenzo es una institución social y deportiva de la ciudad balnearia de Mar del Plata, provincia de Buenos Aires, Argentina, cuya principal actividad es el fútbol. Su sede se ubica en la calle Rodríquez Peña 2950.
Cuenta con el logro de ser el club marplatense con más participaciones en el Torneo Nacional de la Primera División de Argentina. 
Actualmente participa de la Liga Marplatense, donde obtuvo 15 títulos.
Además de fútbol, se practica federativamente karate, ciclismo y voley.

## Historia

### Fundación
La fundación del Club Atlético San Lorenzo ocurrió el 1 de agosto de 1921 en las intersecciones de las calles Mitre, San Luis y Garay. El nombre elegido se debe a que, en su mayoría, los fundadores eran "entusiastas admiradores" del Club Atlético San Lorenzo de Almagro, tal como señala una de las memorias y balances de la institución.
Pese a ello se decidió optar, para la identificación del club, por el diseño de bastones verticales, al igual que el de San Lorenzo de Almagro, pero con los colores rojos y negros.

### Época dorada
El primer campeonato oficial logrado por el club fue el Torneo de Primera B de la Liga Marplatense en 1956.
Luego llegarían los años dorados para el club en los cuales lograría consagrarse campeón consecutivamente entre 1963 y 1968, siendo récord hasta el momento en la liga.
Luego llegarían los títulos de 1971, 1972, 1979, 1980, 1981, 1995, 1996 y 2003.
A partir de 1967, gracias a la gestión de Valentín Suárez al mando de la Asociación del Fútbol Argentino, se crearon los Torneos Nacionales. Mar del Plata tuvo una plaza que fue utilizada por San Lorenzo, campeón local en ese año. Su participación no fue buena, donde ganó solamente un encuentro de quince posibles y sufrió la peor derrota en su historia federal: Vélez lo goleó en Liniers 8 a 1. Racing Club venía de ganar la Copa Libertadores y, posterior a este logro, recibió al santo marplatense, quien le robó un empate sobre la hora (1 a 1) que se celebró como una victoria.
En ese mismo certamen, se produjo el primer enfrentamiento oficial entre “los San Lorenzo”. El de Boedo fue el primero de los grandes en jugar en el estadio San Martín (donde hacia de local el equipo Marplatense) y ganó por 3 a 1.
El equipo rojo y negro lleva el privilegio de ser el equipo de la ciudad que más veces disputó el torneo federal que organizaba el fútbol argentino. Fueron once sus participaciones, en las cuales disputó 140 encuentros, ganando 29 de ellos, empatando 27 y perdiendo en 84 oportunidades.
El mejor rendimiento en los Torneos Nacionales de San Lorenzo fue en 1973. Venció a Newells en Rosario, a River, Racing, Estudiantes y Lanús. Sumó 16 puntos y fue eliminado por Instituto de Córdoba.
Fue el equipo al que le convirtió los primeros goles Diego Armando Maradona. Fue el 11 de noviembre de 1976 en el estadio General San Martín de Mar del Plata. El arquero era Rubén Lucangioli.

## Instalaciones
La sede de San Lorenzo está ubicada en la calle Rodríguez Peña 2950. 
Su villa deportiva está ubicado en la ruta 88 km 2,2. Allí se encuentra el estadio usado por la primera división, que se denomina Juan Montoya y está habilitado por el Coprosede porque tiene acceso disponible para dos parcialidades. Por su parte, en los bancos de suplentes, se lucen butacas del Viejo Gasómetro.

## Jugadores

### Plantel 2023
Salinas/ Villaverde/Gustavo Duhalde: POR, ex Aldosivi/ Sosa/ Ortega/Almiron/Villacorta/Muñoz/Rodríguez/ Daniel Alberto Beguiristain: ex Círculo Deportivo N. Otamendi/Sepúlveda/ Cepeda/ Villan/ Spino/ López/ Arguello(C)/ Barrientos

### Primera División
- Emiliano Ferrer (jugador con paso por Aldosivi y que disputó partidos del Regional Amateur para Kimberley)
- Nicolás Párraga
- Yamil Acosta
- Agustín Villan
- Daniel Ortega
- Juan Irigoyen
- Jeremías Ramírez

### 5ta División
- Leonel Collella
- Maximiliano González
- Facundo Sadi
- Lautaro Ramírez
- Gabriel Sequeira
- Luciano Arias
- Agustín Pérez
- Lautaro Basualdo
- Mirko Cepeda
- Emmanuel Catalán

## Datos del club
- Temporadas en Primera: No registra
  - Participaciones en Primera: 10 (9 en el Torneo Nacional y 1 en el Torneo Promocional).
- Temporadas en Primera "B" Nacional: No registra.
- Temporadas en Tercera: No registra
- Temporadas en Cuarta: No registra
- Temporadas en Quinta: No registra.
- Mayor goleada a favor: 6-0 vs San Martín (Mendoza) en el Nacional 1980.[5]
- Mayor goleada en contra: 9-0 contra Kimberley de Mar del Plata.
- Máximo goleador:   Mauro Guerrero: con 50 goles en 2015, 43 en 2016 y con 79 goles en 2017
- Más partidos jugados:  Facundo Bayerque: con 253 encuentros jugados y aún está en actividad
- Partidos mas Destacados:
- 2-1 a Racing; Nacional 1972:; 2-1 a River Plate; Nacional 1974:; Nacional 1976: 2-1 a San Lorenzo; Nacional 1980: 1-0 a Boca Jrs.; Nacional 1981: 3-2 a San Lorenzo

## Rivalidades
Su clásico rival es el marplatense Club Atlético Kimberley, con quien disputa un partido que durante algunas décadas fue considerado como el más importante de la ciudad.

## Palmarés
- Liga Marplatense de fútbol: 14 (1963, 1964, 1965, 1966, 1967, 1968, 1971, 1972, 1979, 1980, 1981, 1995, 1996 y 2003)